# Tomás de Brotherton, 1.º Conde de Norfolk
Tomás de Brotherton (North Yorkshire, 1 de junho de 1300 – 4 de agosto de 1338),  conde de Norfolk era filho de Eduardo I, rei de Inglaterra, e de Margarida de França. Foi batizado em honra ao apóstolo São Tomé.

## Biografia
O seu pai faleceu quando Tomás tinha apenas sete anos e o seu meio-irmão Eduardo II tornou-se rei de Inglaterra. Foi previsto para Tomás o título de conde de Cornwall, mas Eduardo II deu o título a Piers Gaveston em 1306. Quanto Tomás fez 10 anos, Eduardo II deu-lhe assim como ao seu irmão Edmundo as terras de Rogério III Bigot, conde de Norfolk, morto em 1306 sem deixar herdeiros.
Em 1312, Tomás recebeu o título de Conde de Norfolk e tornou-se marechal de Inglaterra a 10 de fevereiro de 1316. Quando o seu irmão foi combater para a Escócia, recebeu a guarda do reino. Ficou conhecido por ter um temperamento violento. Foi uma das vítimas da avareza de Hugo Despenser, o Jovem, favorito do rei Eduardo II, que tomou posse de parte das terras do jovem conde. Aliou-se à rainha Isabel de França e a Rogério Mortimer quando estes invadiram a Inglaterra em 1326, e foi um dos juízes que condenou os Despenser.

### Casamento e descendência
Casou-se (c. 1319) com Alice Hayles, filha de Rogério Hayles e Alice Skogan. Tomás e Alice tiveram três filhos:
- Eduardo (c.1320 † 1334);
- Margarida (c. 1320 † 1399), condessa e depois duquesa de Norfolk, casada em 1327 com Jean Segrave (1306 † 1353), e depois com Gautier de Mauny († 1372);
- Alice (1324 † 1352).

Alice Hayles faleceu em 1330. Tomás casaria de novo antes do 28 de março de 1335 com Mary Brewes, viúva de Ralph, senhor de Cobham.